# Trichocentrum loyolicum
Trichocentrum loyolicum är en orkidéart som beskrevs av Pupulin, Karremans och G.Merino. Trichocentrum loyolicum ingår i släktet Trichocentrum och familjen orkidéer. Inga underarter finns listade i Catalogue of Life.